# Ostatni bastion (album)
Ostatni bastion – trzeci solowy album polskiego rapera Kaczora, którego premiera odbyła się 30 września 2016 roku. Wydawnictwo ukazało się nakładem poznańskiej wytwórni płytowej Szpadyzor Records. Produkcją utworów zawartych na płycie zajęli się The Returners, Urban, Colabo_Racja, Ceha, SoSpecial, Sherlock, Wits, Snake i Tasty Beatz. Natomiast skrecze do poszczególnych piosenek wykonali The Returners, DJ Decks, DJ Taek oraz DJ Soina.
Album Ostatni bastion promowany był teledyskami powstałymi do utworów: „Nauka”, „Gorszy sort”, „A.M.S.”, „Miasto nas wciąga” oraz „Ku światłu”.
Tytuł zadebiutował na 39. miejscu polskiej listy sprzedaży OLiS.

## Lista utworów
Źródło.
1. „Oblężenie”
2. „Ostatni bastion”
3. „Złe wieści”
4. „Zamieć nadchodzi z zachodu” (gośc. Rafi)
5. „A.M.S.”
6. „Ku światłu”
7. „Gorszy sort” (gośc. Peja)
8. „Nauka”
9. „Miasto nas wciąga” (gośc. Pih, Sobota)
10. „Wrzask” (gośc. WSRH)
11. „Antek”
12. „Po raz enty”
13. „Na zakrętach dróg” (gośc. Hinol)
14. „Szlak”
15. „Łzy, pot i krew”